# جمیل حنون
جمیل حنون (عربی: جميل حنّون؛ زادهٔ ۱ ژوئیهٔ ۱۹۴۲) بازیکن فوتبال اهل عراق بود.
از باشگاه‌هایی که در آن بازی کرده‌است می‌توان به باشگاه ورزشی المینا اشاره کرد.
وی همچنین در تیم ملی فوتبال عراق بازی کرده‌است.